# Communauté de communes des Coteaux Bellevue
Die Communauté de communes des Coteaux Bellevue ist ein französischer Gemeindeverband mit der Rechtsform einer Communauté de communes im Département Haute-Garonne in der Region Okzitanien. Er wurde am 21. November 2000 gegründet und umfasst sieben Gemeinden. Der Verwaltungssitz befindet sich im Ort Pechbonnieu.

## Mitgliedsgemeinden
| Gemeinde                                    | Einwohner 1. Januar 2022 | Fläche km² | Dichte Einw./km² | Code INSEE | Postleitzahl |
| ------------------------------------------- | ------------------------ | ---------- | ---------------- | ---------- | ------------ |
| Castelmaurou                                | 4.491                    | 16,77      | 268              | 31117      | 31180        |
| Labastide-Saint-Sernin                      | 1.946                    | 4,97       | 392              | 31252      | 31620        |
| Montberon                                   | 3.121                    | 6,35       | 491              | 31364      | 31140        |
| Pechbonnieu                                 | 4.792                    | 7,52       | 637              | 31410      | 31140        |
| Rouffiac-Tolosan                            | 2.186                    | 4,67       | 468              | 31462      | 31180        |
| Saint-Geniès-Bellevue                       | 2.492                    | 3,78       | 659              | 31484      | 31180        |
| Saint-Loup-Cammas                           | 2.343                    | 3,65       | 642              | 31497      | 31140        |
| Communauté de communes des Coteaux Bellevue | 21.371                   | 47,71      | 448              | –          | –            |